# Zieria smithii
Zieria smithii är en vinruteväxtart som beskrevs av George Jackson. Zieria smithii ingår i släktet Zieria och familjen vinruteväxter. Inga underarter finns listade i Catalogue of Life.